# Charles Frederick Goldie
Charles Frederick Goldie (Auckland, 1870. október 20. – Auckland, 1947. július 11.) új-zélandi festő, leginkább maori emberekről készített portréiról ismert.

## Családja
Goldie nagyapja a maga korában nevezetes aucklandi szélmalom építője volt. Apja fakereskedéssel foglalkozott, majd politikus, és Auckland polgármestere lett. Szigorú metodista vallási elvei miatt inkább lemondott, minthogy alkoholos itallal mondjon pohárköszöntőt az odalátogató angol királyi hercegi pár tiszteletére.
Charles Frederick Goldie édesanyja, Maria Partington, amatőr művész volt és bátorította fia ilyen irányú érdeklődését. Goldie már a középiskolában díjakat nyert helyi művészeti társaságoktól.
Kétszeresen is rokona volt William Partington fotóművésznek, aki édesanyjának a testvére volt, apja pedig Partington nővérét vette feleségül.

## Munkássága
Iskolái befejezése után Goldie apja vállalkozásában kezdett dolgozni, de emellett művészeti tanulmányokat is folytatott Louis John Steele irányítása alatt. Sikerei nyomán apja beleegyezett abba, hogy Párizsba utazzon festészetet tanulni, ahol a híres Julian Akadémia hallgatója lett.
Hazatérése után 1898-ban francia művészeti akadémiát alapított Louis J. Steele-lel együtt, akivel közösen alkottak egy nagyméretű romantikus festményt a maorik Új-Zélandra érkezéséről, amit később sok kritika ért történelmi pontatlansága miatt, de akkoriban nagy érdeklődést váltott ki és alkalmas volt Goldie festői karrierje megindítására.
Goldie és Steele útjai hamarosan elváltak, a mester féltékeny lett tanítványára. 1901-től Goldie sokat utazott Új-Zélandon, főleg az Északi-szigeten és leginkább portrékat alkotott a maori őslakosokról, az ottani törzsek vezető személyiségeiről saját környezetükben. Kitűnően beszélte a maori nyelvet. Leggyakrabban idős, tetovált alanyokat festett. Ebben az időben a hagyományos maori tetoválás már kiment a divatból és az ilyen testdíszt viselők legtöbbször régi, magas törzsi státuszt viselő személyek voltak. Munkássága a maorik történelme szempontjából is kiemelkedő jelentőségű.
Egészsége a 20-as évektől fokozatosan megromlott az akkoriban használt festékek magas ólomtartalma miatt. 1934-ben és 1935-ben részt vett műveivel a londoni Királyi Művészeti Akadémia kiállításán, 1935-ben, 1938-ban és 1939-ben pedig a párizsi Société des artistes français szalonján. 1941-től már egyáltalán nem festett. 1947-ben hunyt el.

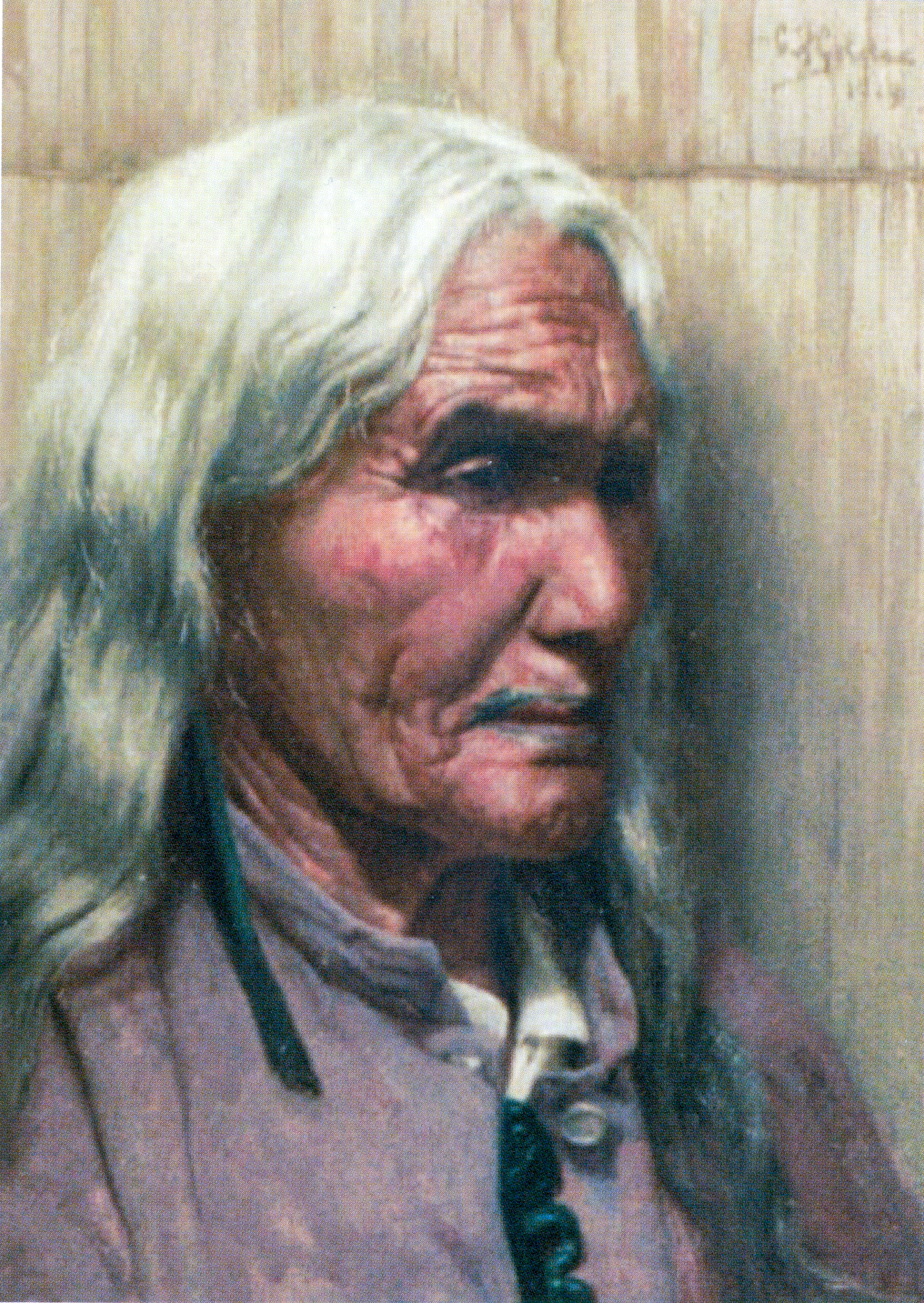
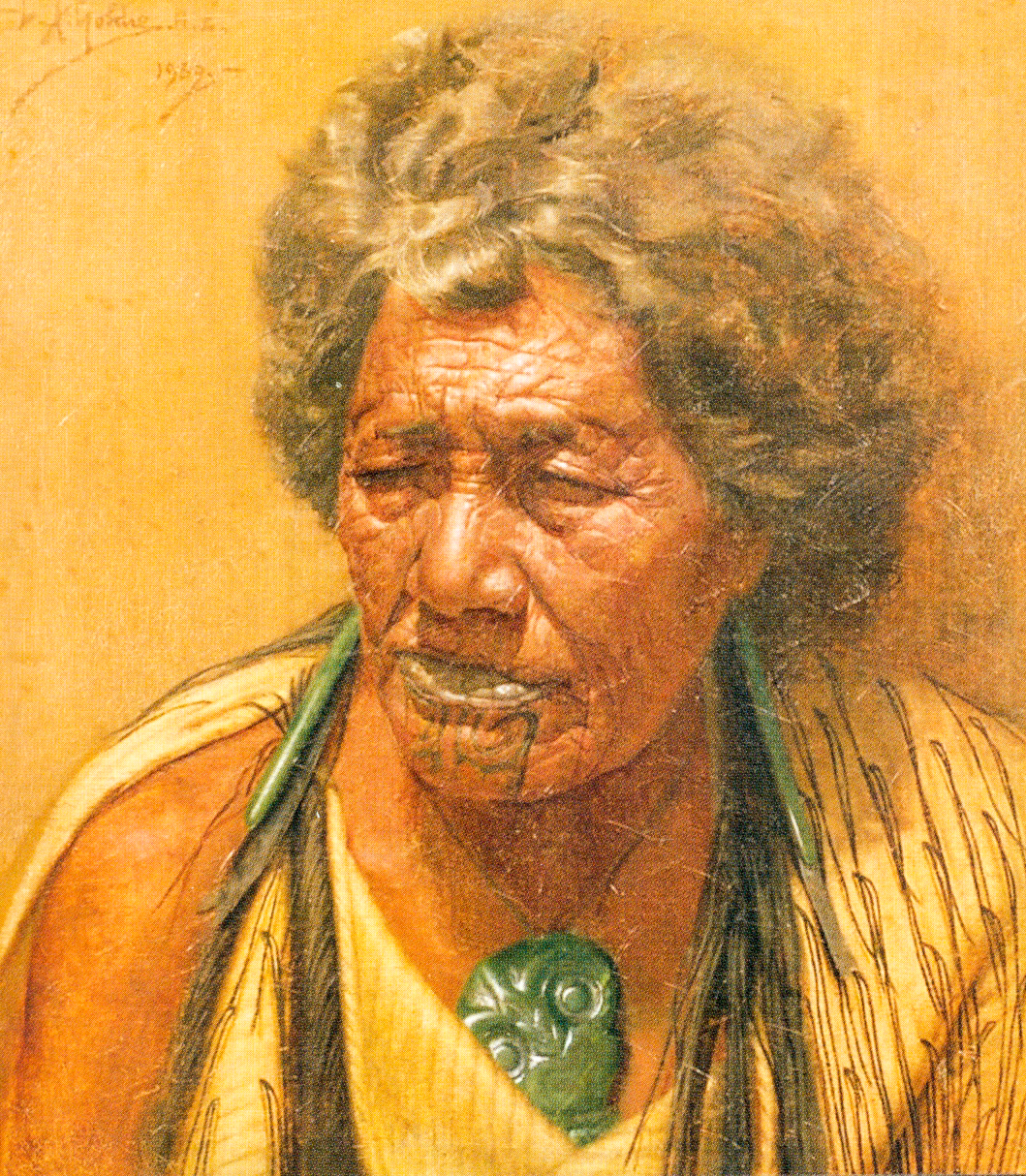
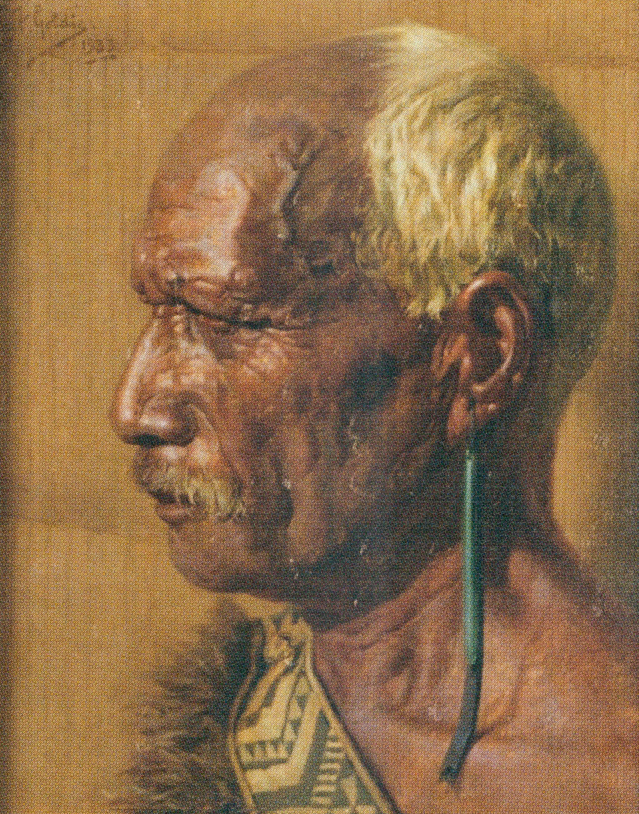
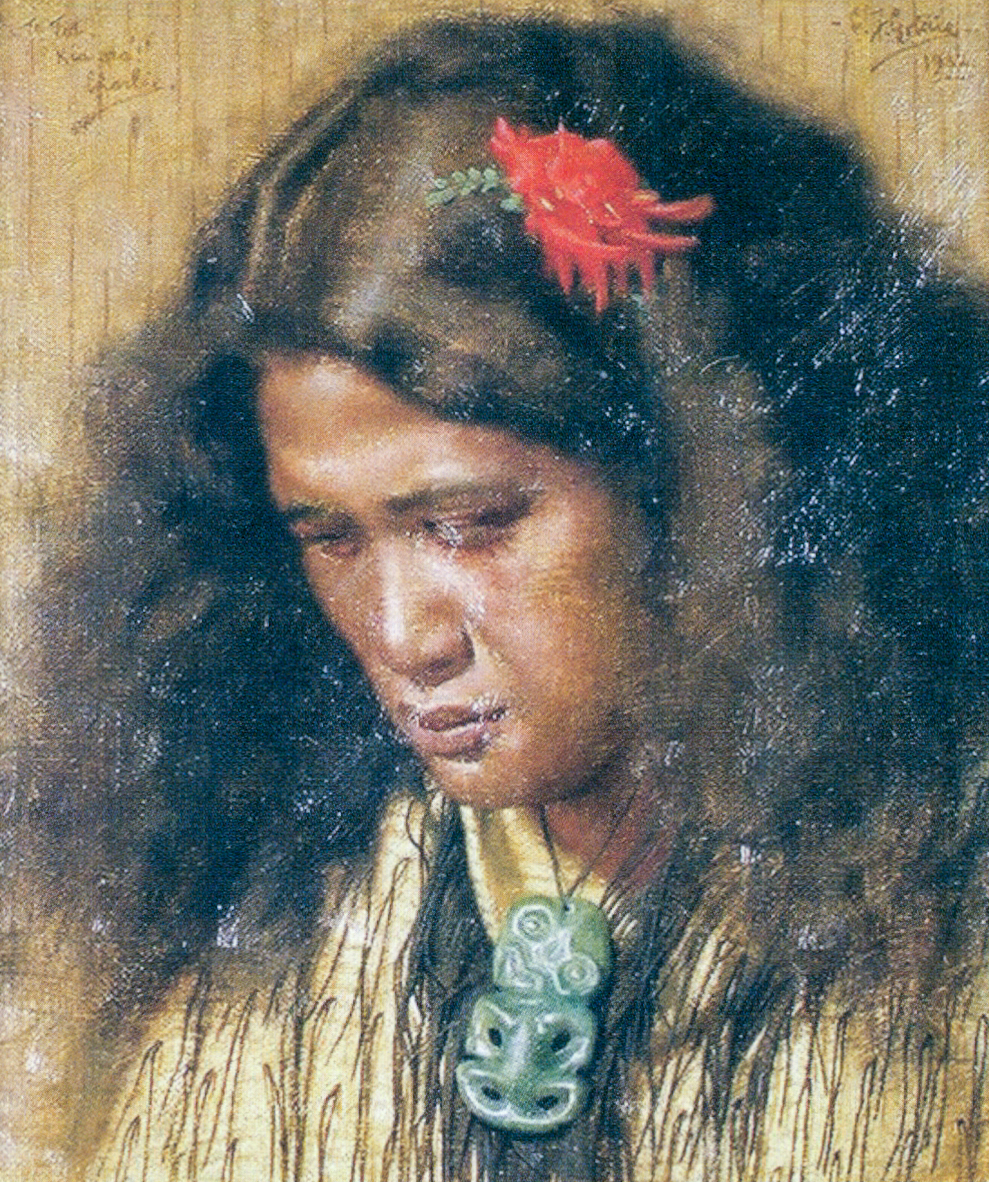

## Elismerései
- King George V Silver Jubilee Medal (1935)[11]
- Officer of the Order of the British Empire (1935)[12]

## Fordítás
- Ez a szócikk részben vagy egészben a C.F.Goldie című angol Wikipédia-szócikk ezen változatának fordításán alapul.  Az eredeti cikk szerkesztőit annak laptörténete sorolja fel. Ez a jelzés csupán a megfogalmazás eredetét és a szerzői jogokat jelzi, nem szolgál a cikkben szereplő információk forrásmegjelöléseként.